# Leptobunus borealis
Leptobunus borealis is een hooiwagen uit de familie echte hooiwagens (Phalangiidae).